# U.S. Route 395
La U.S. Route 395 (US 395) est une US Route auxiliaire de la US 95 parcourant les zones intérieures des états de la Californie, du Nevada, de l'Oregon et de Washington. Elle parcourt plus de 1 300 miles (2 100 km) depuis son terminus sud dans le Désert de Mojave à la jonction avec l'I-15 à Hesperia jusqu'à la frontière canado-américaine près de Laurier, Washington. Bien que la US 395 soit une route auxiliaire de la US 95, celles-ci ne se rencontrent jamais; la US 95 parcourant un tracé plus à l'est.
Créée à l'origine en 1926 comme une route auxiliaire de la US 195, la US 395 a été prolongée vers le sud depuis Spokane jusqu'à San Diego dans les années 1930. Elle a été nommée la Three Flags Highway pour reconnaître son rôle important en reliant le Mexique, les États-Unis et le Canada. La US 395 e été tronquée à son terminus sud actuel à Hesperia en 1964; son tracé jusqu'à San Diego ayant été remplacé par l'I-15, l'I-215 et d'autres routes. D'autres segments ont été déplacés et transformés en autoroutes et voies de contournement autour de plusieurs villes. Parmi ces segments, il y a l'I-82 entre l'Oregon et l'État de Washington, l'I-90 dans la région Eastern Washington et l'I-580 au Nevada. La route suit généralement l'est de la chaîne de montagnes de la Sierra Nevada en Californie et au Nevada et traverse le Haut désert de l'Oregon et le Plateau du Columbia dans l'État de Washington.

## Description du tracé

### Californie (segment sud)
Le terminus sud de la US 395 se trouve à un échangeur avec l'I-15 à Hesperia, une ville au sud-ouest de Victorville. La route se dirige vers le nord dans le Désert de Mojave. Elle passe à l'ouest de l'Aéroport de Victorville et continue vers le nord. Elle atteint Kramer Junction, Randsburg, Inyokern, Olancha, Lone Pine et Bishop. Jusqu'à Bishop, la route longe la Sierra Nevada. Elle passe à l'est de deux parcs nationaux et d'une forêt nationale; la Forêt nationale de Sequoia, le Parc national de Sequoia et le Parc national de Kings Canyon.
À Bishop, elle bifurque vers le nord-ouest et se rapproche des pieds de la Sierra Nevada. Elle passe à l'ouest de la Forêt nationale de Sierra et rencontre plusieurs routes menant aux zones de ski de la région dont Mammoth Mountain près de Mammoth Lakes, June Mountain près de June Lake, Dodge Ridge et Bear Mountain. La route grimpe depuis le pied de la chaîne et entre dans le Bassin de Mono. Elle suit la rive ouest du Lac Mono entre Lee Vining et Mono City. Elle passe à l'ouest du Parc national de Yosemite et grimpe Conway Summit ayant une altitude de 8 134 pieds (2 479 m), le plus haut point de la US 395. La route bifurque vers l'ouest à Bridgeport et au nord près de Fales Hot Springs pour longer la West Walker River vers Antelope Valley. La US 395 suit alors la rive ouest du Lac Topaz et quitte la Californie pour entrer au Nevada.

### Nevada
La US 395 entre au Nevada à Topaz Lake et descend dans la Vallée de Carson, où elle sert d'artère principale et relie plusieurs villes de l'ouest de l'état. La route se dirige vers le nord en longeant la Carson River en traversant Dresslerville Colony et les villes adjaçantes de Gardnerville et Minden. À Minden, la US 395 bifurque vers le nord et devient une autoroute à quatre voies alors qu'elle s'approche de Carson City. Elle parcourt l'est de la ville sur une autoroute en multiplex avec l'I-580 et la US 50.
Après que la US 50 ait quitté le multiplex près de l'aéroport, l'I-580 / US 395 poursuit vers le nord. Elle passe à l'ouest du Lac Washoe et à Washoe City avant d'entrer dans les limites de Reno. La route passe juste à côté de l'Aéroport international de Reno et, à la jonction avec l'I-80, l'I-580 prend fin, laissant la US 395 seule vers le nord. La route demeure une autoroute sur son trajet restant au Nevada. En quittant Reno, la route bifurque graduellement vers le nord-ouest. Elle atteint la frontière de la Californie à Cold Springs.

### Californie (segment nord)
La US 395 entre à nouveau en Californie dans l'est du comté de Sierra et atteint rapidement le comté de Lassen alors qu'elle se dirige vers le nord-ouest le long des pieds de la Sierra Nevada. Peu après être entrée dans l'état, la route passe de quatre à deux voies à Hallelujah Junction et elle continue vers le nord-ouest. Elle contourne Honey Lake et se rend à Johnstonville, où elle bifurque vers l'est puis le nord. Elle traverse plusieurs montagnes et s'éloigne de la Sierra Nevada afin de suivre les Warner Mountains. La route atteint Alturas, où elle tourne vers le nord-est. Elle passe à l'est de Goose Lake et atteint la frontière de l'Oregon à New Pine Creek.

### Oregon
La US 395 entre en Oregon à New Pine Creek. Elle se dirige vers le nord jusqu'à Lakeview et Valley Falls où elle bifurque vers le nord-est. Elle passe par Wagontire et Riley. À Riley, la US 395 rencontre la US 20 et forme un multiplex avec celle-ci entre Hines et Burns. Au nord-est de Burns, la US 395 bifurque vers le nord en passant par Seneca et Canyon City en route vers John Day en traversant la Forêt nationale de Malheur. À John Day, elle rencontre la US 26 et les routes forment un multiplex vers l'ouest jusqu'à Mount Vernon. Là, la US 395 tourne vers le nord et traverse la Forêt nationale d'Umatilla. Elle passe par Long Creek et Pilot Rock avant d'arriver à Pendleton. À Pendleton, elle rencontre l'I-84 / US 30 et les rejoint vers l'ouest jusqu'à Stanfield. À Stanfield, la US 395 se dirige vers le nord en passant par Hermiston et Umatilla. À l'est d'Umatilla, elle rencontre la US 730 et les routes forment un multiplex jusqu'à la jonction avec l'I-82 un peu plus à l'ouest. Elle rejoint l'autoroute en multiplex jusqu'à la frontière de l'État de Washington, laquelle se trouve au-dessus du fleuve Columbia.

### Washington
La US 395 entre dans l'État de Washington en multiplex avec l'I-82 près de Plymouth. La route se rend jusqu'à la région de Tri-Cities, où la US 395 se sépare de l'I-82. Elle traverse Kennewick et le fleuve Columbia, à nouveau, pour entrer à Pasco. Là, elle rejoint l'I-182 / US 12 pour un court multiplex vers l'est. Elle quitte le multiplex et se dirige vers le nord dans la région rurale du Plateau du Columbia. La voie rapide de quatre voies se dirige vers le nord-est en passant par de petites villes, dont Mesa et Connell, en direction de Ritzville, où elle rejoint l'I-90 et entame un multiplex de 60 miles (97 km) avec l'autoroute. Le multiplex se dirige vers le nord-est en passant par Sprague et Four Lakes avant d'arriver dans les limites sud-ouest de Spokane. La US 2 rejoint le multiplex, de même que la US 195. Au centre-ville de Spokane, la US 2 et la US 395 quittent l'autoroute et se dirigent vers le nord sur Division Street.
La US 2 / US 395 se dirige vers le nord de la ville, où les routes se séparent. La US 395 continue vers le nord et traverse Deer Park, Clayton, Chewelah, Colville et Kettle Falls. Elle traverse le fleuve Columbia à nouveau à Kettle Falls et longe la rivière Kettle jusqu'à la frontière canadienne. Elle prend fin à Laurier, à la frontière canadienne. La route se poursuit vers le nord comme Route 395 en Colombie-Britannique.
Actuellement, la US 395 parcourt la ville vers le nord sur Division Street. Le North Spokane Corridor est en construction. Il s'agira d'une autoroute reliée à l'I-90 (autour de la sortie vers Thor / Freya Streets) se dirigeant vers le nord jusqu'à la US 395 actuelle au nord de Wandermere. Une fois la construction complétée, la US 395 sera déplacée sur ce corridor alors que la US 2 demeurera sur Division Street.

## Intersections majeures
Californie (segment sud)
 I-15 à Hesperia
 US 6 à Bishop
Nevada
 I-580 / US 50 à Carson City. L'I-580 / US 395 forment un multiplex jusqu'à Reno. La US 50 / US 395 forment un multiplex dans la ville.
 I-80 à Reno
Californie (segment nord)
Pas d'intersections majeures
Oregon
 US 20 à Riley. Les routes forment un multiplex jusqu'au nord-est de Burns.
 US 26 à John Day. Les routes forment un multiplex jusqu'à Mount Vernon.
 I-84 à Pendleton. Les routes forment un multiplex jusqu'à Stanfield.
 US 30 à Pendleton. Les routes forment un multiplex jusqu'à Stanfield.
 US 730 à Umatilla. Les routes forment un multiplex dans la ville.
 I-82 à Umatilla. Les routes forment un multiplex jusqu'à Kennewick, Washington.
Washington
 I-182 / US 12 à Pasco. Les routes forment un multiplex dans la ville.
 I-90 près de Ritzville. Les routes forment un multiplex jusqu'à Spokane.
 US 2 à Spokane. Les routes forment un multiplex dans la ville.
 US 195 à Spokane
 Route 395 à la frontière canado-américaine à Laurier